# Phanat Nikhom (huyện)
Phanat Nikhom (tiếng Thái: พนัสนิคม) là một huyện (‘‘amphoe’’) ở phía bắc của tỉnh Chonburi, phía đông Thái Lan.

## Lịch sử
Phanat Nikhom là một thành phố cổ thời Khmer. Các nhà khảo cổ đã phát hiện thấy một pháo đài và một tường thành ở huyện nỳa. Trong thời kỳ Rattanakosin, vua Rama III đã thành lập Mueang Phanat Nikhom vào năm 1828. Đơn vị này đã được chuyển thành một huyện thuộc Chon Buri bơi vua Rama V vào năm 1904.

## Địa lý
Các huyện giáp ranh (từ phía đông theo chiều kim đồng hồ) là Ko Chan, Bo Thong, Ban Bueng, Phan Thong của tỉnh Chonburi, Ban Pho và Plaeng Yao của tỉnh Chachoengsao).

## Hành chính
Huyện này được chia thành 20 phó huyện (tambon), các đơn vị này lại được chia thành 185 làng (muban). Thị xã (thesaban mueang) Phanat Nikhom nằm trên lãnh thổ toàn bộ  ‘‘tambon’’  Phanat Nikhom. Mỗi một tambon có một tổ chức hành chính tambon lãnh đạo.
| Số TT | Tên           | Thai      | Dân số |
| ----- | ------------- | --------- | ------ |
| 1.    | Phanat Nikhom | พนัสนิคม    | 11.912 |
| 2.    | Na Phrathat   | หน้าพระธาตุ | 4.840  |
| 3.    | Wat Luang     | วัดหลวง    | 2.781  |
| 4.    | Ban Soet      | บ้านเซิด    | 3.369  |
| 5.    | Na Roek       | นาเริก     | 8.821  |
| 6.    | Mon Nang      | หมอนนาง   | 13.614 |
| 7.    | Sa Si Liam    | สระสี่เหลี่ยม | 6.772  |
| 8.    | Wat Bot       | วัดโบสถ์    | 3.054  |
| 9.    | Kut Ngong     | กุฎโง้ง     | 5.283  |
| 10.   | Hua Thanon    | หัวถนน     | 4.890  |
| 11.   | Tha Kham      | ท่าข้าม     | 2.882  |
| 13.   | Nong Prue     | หนองปรือ   | 5.232  |
| 14.   | Nong Khayat   | หนองขยาด  | 4.028  |
| 15.   | Thung Khwang  | ทุ่งขวาง    | 4.158  |
| 16.   | Nong Hiang    | หนองเหียง  | 12.924 |
| 17.   | Na Wang Hin   | นาวังหิน    | 7.047  |
| 18.   | Ban Chang     | บ้านช้าง    | 5.936  |
| 20.   | Khok Phlo     | โคกเพลาะ  | 2.746  |
| 21.   | Rai Lak Thong | ไร่หลักทอง  | 3.386  |
| 22.   | Na Matum      | นามะตูม    | 2.764  |

Các con số mất là các tambon nay thuộc huyện Ko Chan.